# Roberto Farias
Ne doit pas être confondu avec Roberto Farías.
Roberto Figueira de Farias (né le 27 mars 1932 à Nova Friburgo (État de Rio de Janeiro) et mort le 14 mai 2018 à Rio de Janeiro (État de Rio de Janeiro)) est un cinéaste brésilien.

## Filmographie partielle

### Comme réalisateur
- 1957 : Rico Ri à Toa (pt)
- 1958 : No Mundo da Lua
- 1960 : La Ville menacée (Cidade Ameaçada)
- 1961 : Um Candango na Belacap (pt)
- 1962 : Le Hold-up du train postal (O Assalto ao Trem Pagador)
- 1964 : La Chasse tragique (Selva Trágica)
- 1965 : A Pedra do Tesouro (pt) — court-métrage de 15'
- 1966 : Toda Donzela Tem um Pai que É uma Fera (pt)
- 1968 : Roberto Carlos em Ritmo de Aventura (pt)
- 1970 : Roberto Carlos e o Diamante Cor-de-rosa (pt)
- 1971 : Roberto Carlos a 300 Quilômetros por Hora (pt)
- 1973 : O Fabuloso Fittipaldi — documentaire coréalisé avec Héctor Babenco
- 1982 : Pra Frente, Brasil
- 1986 : Os Trapalhões no Auto da Compadecida

### Comme producteur
- 1957 : Rico Ri à Toa (pt)
- 1958 : No Mundo da Lua
- 1961 : Um Candango na Belacap (pt)
- 1962 : Le Hold-up du train postal (O Assalto ao Trem Pagador)
- 1971 : Pra Quem Fica, Tchau (pt) de Reginaldo Faria (pt)

## Télévision

### Comme réalisateur
- 1995:  Decadência